# Елбе (Доња Саксонија)
Елбе (њем. Elbe) град је у њемачкој савезној држави Доња Саксонија. Једно је од 37 општинских средишта округа Волфенбител. Према процјени из 2010. у граду је живјело 1.709 становника. Посједује регионалну шифру (AGS) 3158011.

## Географски и демографски подаци
Елбе се налази у савезној држави Доња Саксонија у округу Волфенбител. Град се налази на надморској висини од 119 метара. Површина општине износи 16,8 km². У самом граду је, према процјени из 2010. године, живјело 1.709 становника. Просјечна густина становништва износи 102 становника/km².